# Dara Reneé
Dara Reneé é uma atriz e cantora norte-americana que ficou conhecida por interpretar Kourtney Greene na série mocumentário original Disney+, High School Musical: The Musical: The Series.

## Vida pessoal
Reneé nasceu em Los Angeles, Califórnia e cresceu em Baltimore, onde sua mãe, Kimberly Brooks, fundou uma escola de artes cênicas sem fins lucrativos, Encouraging Youth To Dream, em Pikesville. Brooks também é atriz e a avó de Reneé foi membro do grupo soul de Baltimore dos anos 1960, The Royalettes. Reneé frequentou a Escola Católica Regional John Paul em Milford Mill. Ela inicialmente tentou fazer testes para papéis de teatro em Nova York antes de voltar para a Califórnia para terminar o ensino médio na Charter High School of the Arts (CHAMPS) em Van Nuys.

## Carreira
Reneé estreou com o papel de Savannah no filme original do Disney Channel de 2018, Freaky Friday.
Em 2019, ela teve um papel recorrente como Stunts na quinta temporada da série Black-ish, da ABC Television. Ela também fez uma participação em The Kids Are Alright.
Reneé é estrela da série do Disney+, High School Musical: The Musical: The Series como Kourtney, uma estudante de figurino e melhor amiga de Nini. A série estreou em novembro de 2019. Reneé fez testes para os papéis de Ashlyn, Gina e Kourtney; Kourtney foi originalmente pensado em ser uma personagem episódica, mas Reneé foi convidado para se tornar uma recorrente da série.
Em 2021, foi anunciado que ela seria a anfitriã do Disney's Magic Bake-Off com a estrela de Raven's Home, Issac Ryan Brown.

## Filmografia

### Televisão
| Ano       | Título                                       | Papel           | Notas                             |
| --------- | -------------------------------------------- | --------------- | --------------------------------- |
| 2019      | The Kids Are Alright                         | Melissa         | Episódio: "Show Boat"             |
| 2019      | Black-ish                                    | Stunts          | 3 episódios                       |
| 2019–2023 | High School Musical: The Musical: The Series | Kourtney Greene | Papel principal                   |
| 2021      | Disney's Magic Bake-Off                      | Ela mesma       | Papel principal                   |
| 2021      | Grey's Anatomy                               | Janice          | Episódio: "Today was a Fairytale" |

### Filmes
| Ano  | Título                       | Papel    | Notas                  |
| ---- | ---------------------------- | -------- | ---------------------- |
| 2018 | Freaky Friday                | Savannah | Filme de televisão     |
| 2019 | My Stepfather's Secret       | Fee      | Filme de televisão     |
| 2024 | Descendants: The Rise of Red | Ulyana   | filme original Disney+ |